# 30094 Rolfebode
30094 Rolfebode este o planetă minoră (asteroid), cu un diametru de 3,386 km, din centura de asteroizi. A fost descoperită pe 2 martie 2000 la Catalina Station⁠(d) de Catalina Sky Survey și a fost numită după Rolfe C. Bode⁠(d). 
Obiectul prezintă o orbită caracterizată de o semiaxă mare de 2,2803248 UAi, o excentricitate de 0,1690937, o înclinație de 6,43861 ° în raport cu ecliptica.